# The Mirror Pool
The Mirror Pool è il primo album discografico da solista della cantante australiana Lisa Gerrard, pubblicato nel 1995.

## Tracce
1. Violina (The Last Embrace) – 5:43
2. La Bas (Song of the Drowned) – 7:41
3. Persian Love Song (The Silver Gun) – 2:33
4. Sanvean (I Am Your Shadow) – 3:48
5. The Rite – 3:22
6. Ajhon – 3:09
7. Glorafin – 4:50
8. Majhnavea's Music Box – 1:34
9. Largo – 2:52
10. Werd – 1:39
11. Laurelei – 5:58
12. Celon – 6:06
13. Venteles – 2:37
14. Swans – 5:47
15. Nilleshna – 6:29
16. Gloradin – 3:56